# Segestria florentina
Segestria florentina és una espècie d'aranyes araneomorfes de la família dels segèstrids (Segestriidae). Fou descrit per primera vegada l'any 1790 per Rossi. És el segèstrid europeu més gran.

## Descripció
Les femelles poden assolir una longitud de cos de 22 mm, i els mascles fins a 15 mm. Aquesta espècie és molt més fosca que altres del mateix gènere. Mentre els exemplars subadults tenen un opistosoma grisenc, amb unes marques similars a Segestria senoculata, els adults són d'un negre uniforme, de vegades amb una brillantor iridescent verda, especialment en els quelícers, els quals fan reflexos d'un verd cridaner. Els sexes són similars. Els adults estan actius de juny a novembre.

## Hàbits
Construeixen una teranyina tubular, sovint en les esquerdes dels edificis. Sis o més línies de seda surten d'ell, i l'aranya espera en l'entrada, tocant el fil amb les sis potes des davant. Les preses que toques aquestes línies són capturades i l'aranya immediatament retrocedeix un altre cop i se'l menja. En alguns casos, l'aranya mata i començar a consumir la seva presa en l'obertura del tub, però retrocedirà més enllà si es destorbada. Empaiten insectes nocturns com arnes i paneroles. Antòfils i vespes són atacats pel cap, per evitar l'agulló.
La femella pon els ous dins el la teranyina tubular. De vegades mor després que han sortit les cries les quals es mengen la seva mare.

## Distribució
És una espècie pròpia de la regió mediterrània arribant fins a Geòrgia. Però actualment pot ser vista, per exemple, en moltes ciutats en el sud de Gran Bretanya, on hauran arribat mitjançant vaixells, com a mínim, des de 1845. S'han trobat exemplars a la Catedral de Exeter des de 1890. També s'ha trobat a l'Argentina, Austràlia i a diverses illes atlàntiques, on probablement també s'ha introduït per l'activitat humana.

## Picada
La seva picada és bastant dolorosa. Ha estat comparada a una "injecció profunda", i el dolor pot durar durant unes quantes hores. En el verí s'han trobat dues neurotoxines i un insecticida. El verí redueix la taxa i l'activitat del canal de sodi. Les mossegades s'assemblen a una picada d'abella, la qual cosa representaria un 2 en l'índex Schmidt de dolor per picada, però no té cap efecte durador.

## Galeria

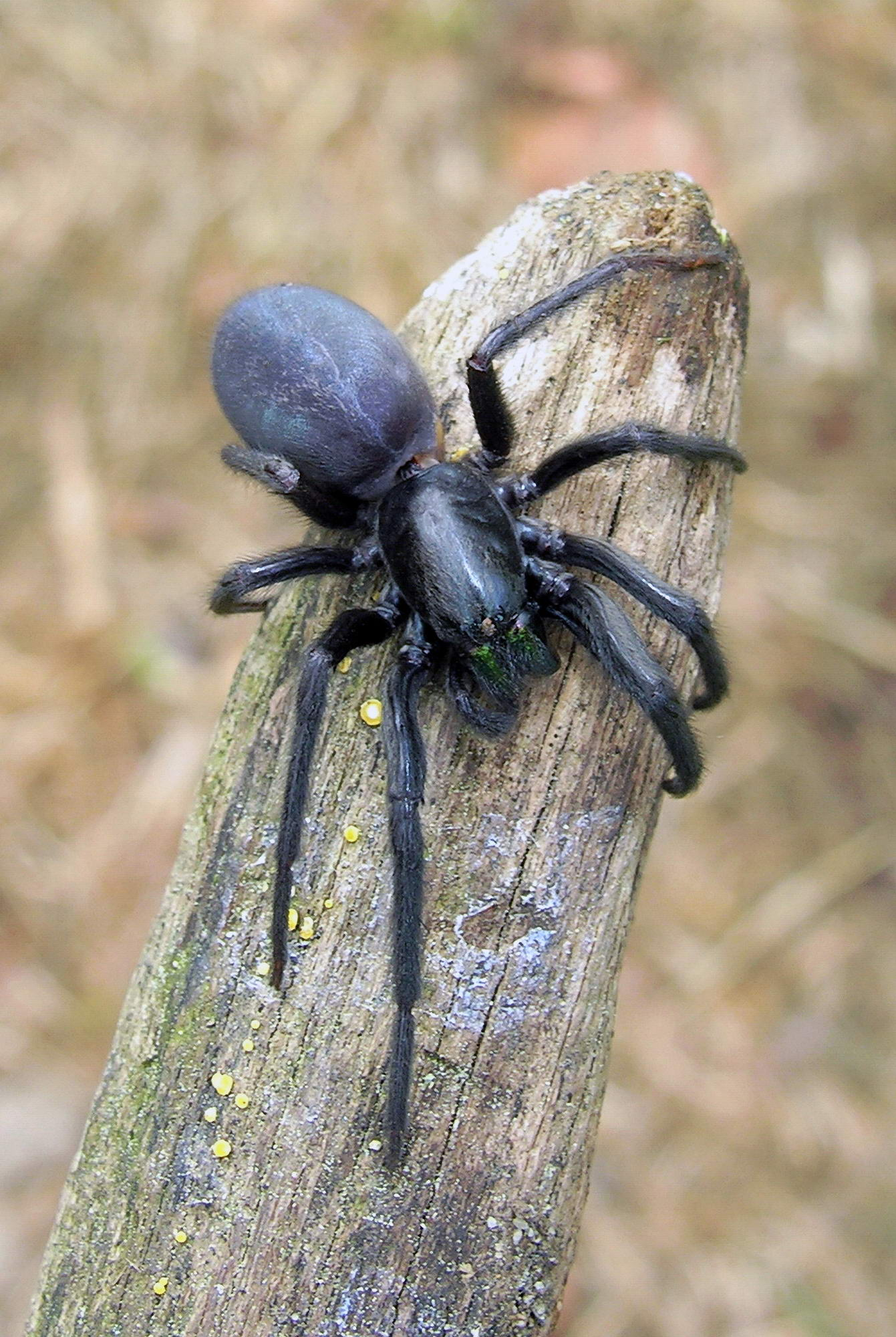
Segestria florentina
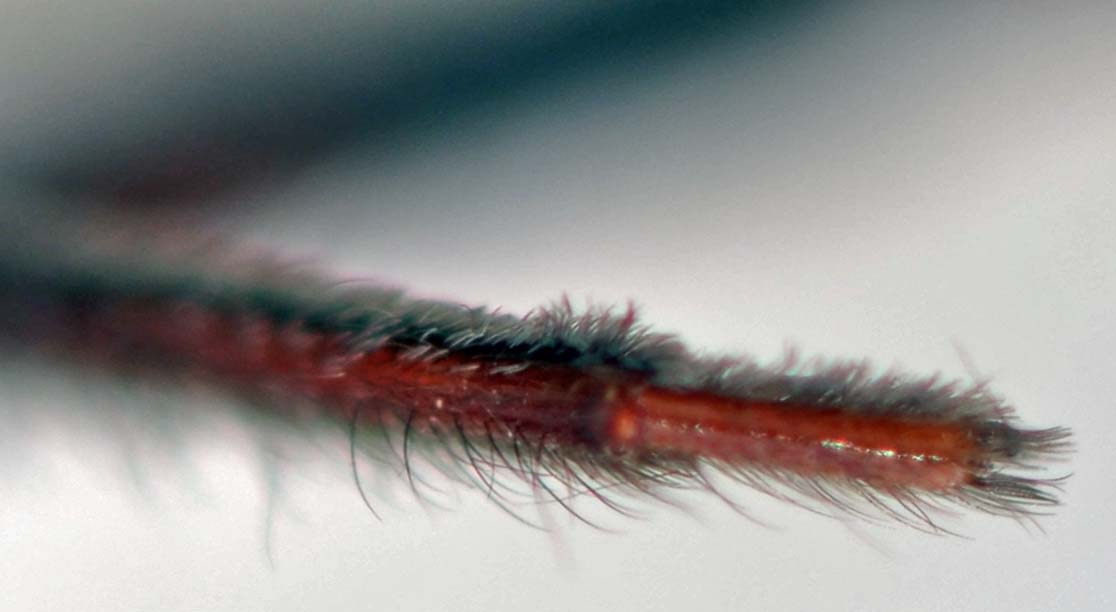
Detall d'una pota
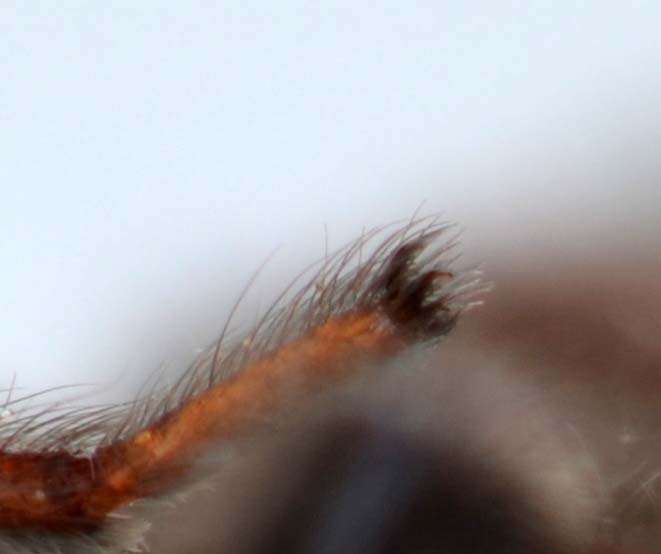
Detall d'una altra pota
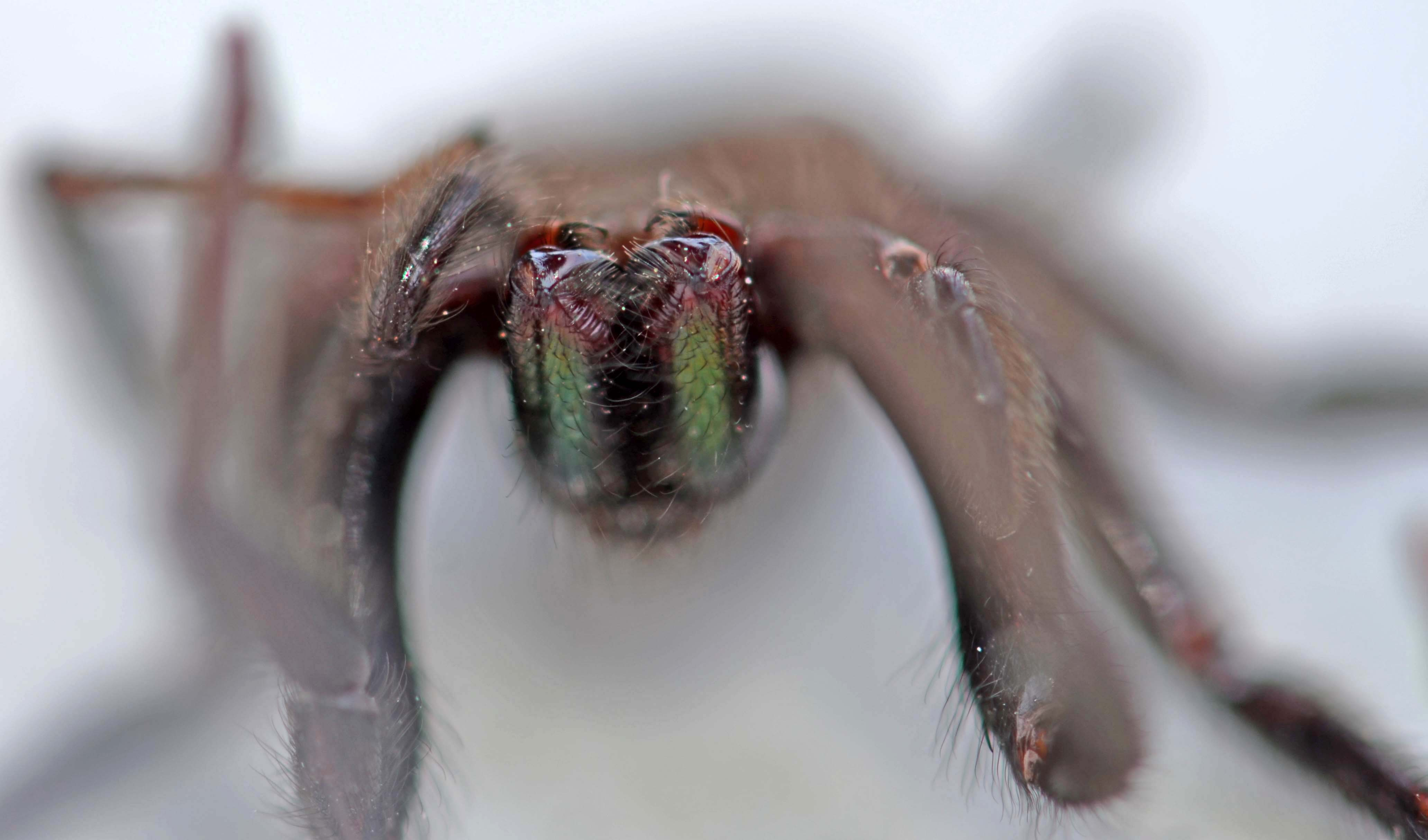
Detall d'un quelícer
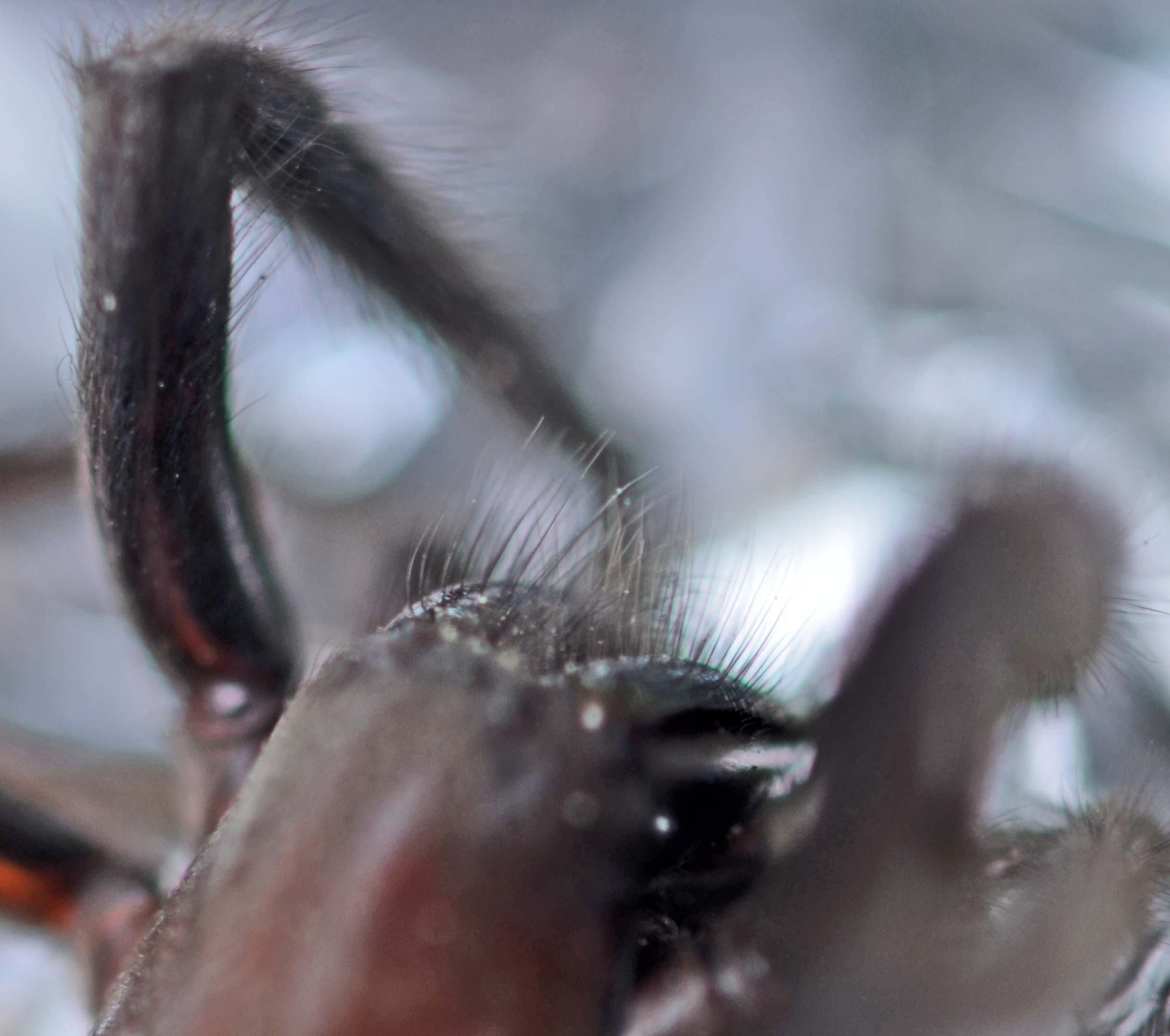
Detall de la pilositat dels quelícers